# Martin Kacafírek
Martin Kacafírek (* 23. září 1975) je bývalý český fotbalista.

## Fotbalová kariéra
V české lize hrál za Bohemians Praha. V nejvyšší soutěži nastoupil v 1 utkání. Ve druhé lize nastoupil v 7 utkáních a dal 1 gól. Dále hrál za FK Česká Lípa.

## Ligová bilance
| Ročník                          | Zápasy | Góly | Klub            |
| ------------------------------- | ------ | ---- | --------------- |
| 1. česká fotbalová liga 1993/94 | 1      | 0    | Bohemians Praha |
| CELKEM                          | 1      | 0    |                 |